# Odobești (Dâmbovița)
Pour les articles homonymes, voir Odobești.
Odobești est une commune du județ de Dâmbovița en Roumanie.